# Deschampsia patula
Deschampsia patula är en gräsart som först beskrevs av Rodolfo Amando Philippi, och fick sitt nu gällande namn av Carl Skottsberg. Deschampsia patula ingår i släktet tåtlar, och familjen gräs. Inga underarter finns listade i Catalogue of Life.